# 林本源園邸
25°0′37.95″N 121°27′17.58″E / 25.0105417°N 121.4548833°E
林本源園邸位於新北市板橋區，為板橋林本源家族興建的房舍，仿蘇州留園設計，是目前臺灣僅存最完整的園林建築。該居可追溯至1847年，當時為林本源家族北上屯租的租館，後經林國華、林國芳兩兄弟擴建，成為林本源家族之居所。民國65年(1976年)，林本源家族將庭園部分捐給當時的臺北縣政府（即今新北市政府），花園於民國75年第一次修復後收費開放參觀。第二次修復期間為86年至90年，90年8月9日重新開放，三落大厝並同時於90年7月完成修復，並配合花園開放。目前林本源園邸由新北市政府文化局負責維護與整修的工作，並為宅第類國定古蹟。行政單位隸屬新北市政府文化局，以一股的人力及預算維持日常運作。
林本源園邸總面積6,054坪，可分成「園」和「邸」兩個部分：園又被稱作「板橋林家花園」，指的是住屋之外的庭園部分，其中包含來青閣、月波水榭、定靜堂等多處房舍與人造山水；邸指的是林本源家族居住處，即庭園西側的三落大厝。目前三落大厝仍屬於「祭祀公業林本源」，需專人帶領才能入內導覽。

## 歷史
清乾隆四十三年（西元1778年），林應寅自福建漳州龍溪來台至淡水廳新莊（今新北新莊），設帳授徒，從事教職。並於乾隆五十年（西元1785年）時返回漳州龍溪。據專家考證，林應寅應是林家最早至臺灣的先祖。次子林平侯於16歲時（乾隆47年）渡台尋訪父親，並受雇於米商鄭谷之家。但林平侯極有經商智慧，鄭谷慨然借予資金幫助他創業，當年臺北淡水河航運暢行，稻米運銷為貿易大宗，林平侯以運米為業，又逢林爽文之變，稻米價格高漲，林平侯既為米商，在運米業上獲得了極為豐厚的利潤。

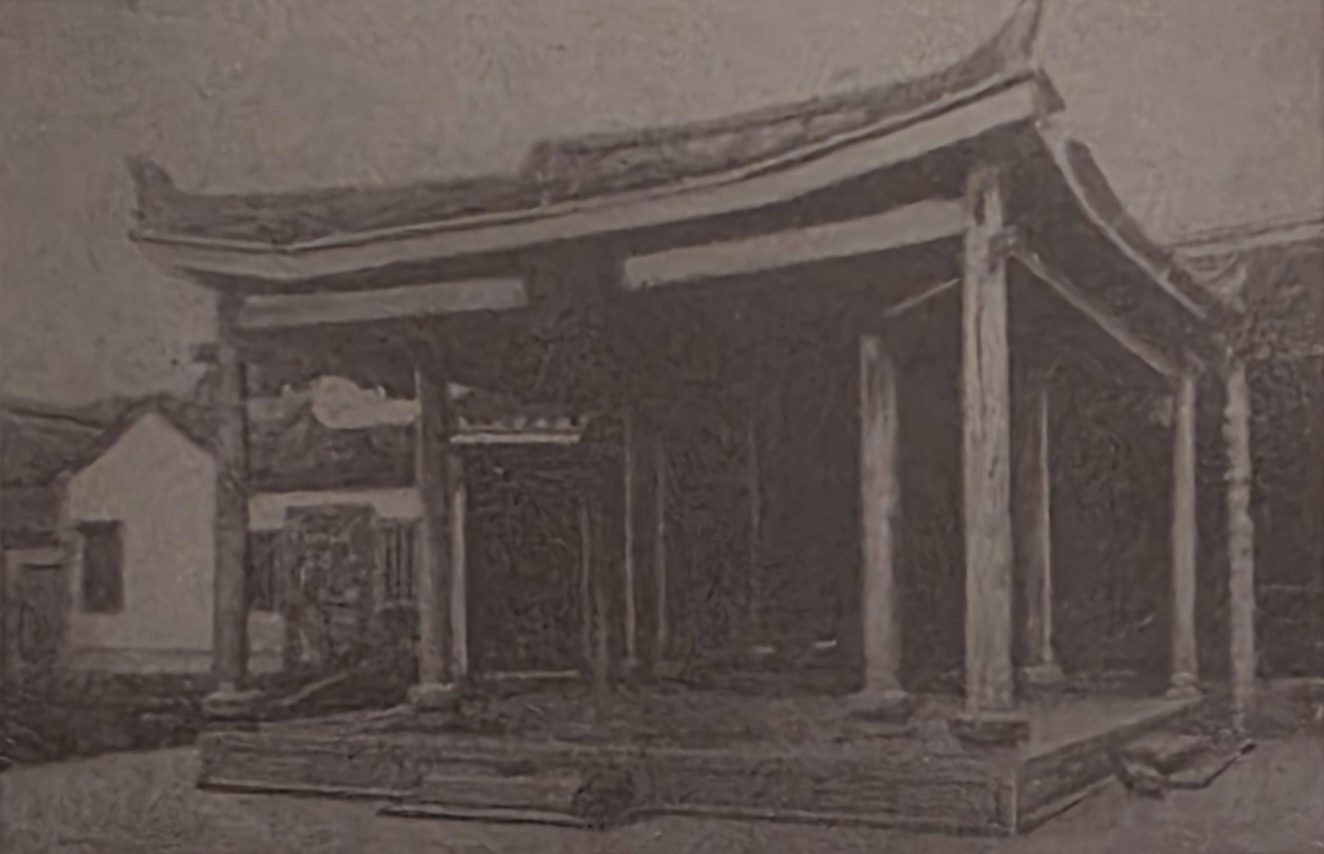
弼益館舊照

後來林平侯與竹塹林紹賢共同經辦臺灣鹽務，更累積了不少財富。當時林平侯年已40，於是衣錦還鄉，返回內地捐官，擔任廣西柳州知府共7年。後來林平侯無意於仕途，於是在嘉慶21年（西元1816年）辭官返台定居。但是當時淡水有嚴重的泉漳械鬥的事件，為了避禍，林平侯在嘉慶23年時，遷居至大嵙崁（今桃園大溪區）的三層（今福安里）定居，並興建巨宅、築大嵙崁堡防禦亂民、開墾田地、築灌溉水圳，田租收入大增。此後林平侯多次協助官府平定民變，並籲請朝廷興建淡水廳城。道光27年（西元1847年），林家為了收佃租方便，在枋橋（即今板橋）建弼益館，此為林家在板橋地區構屋的開始。

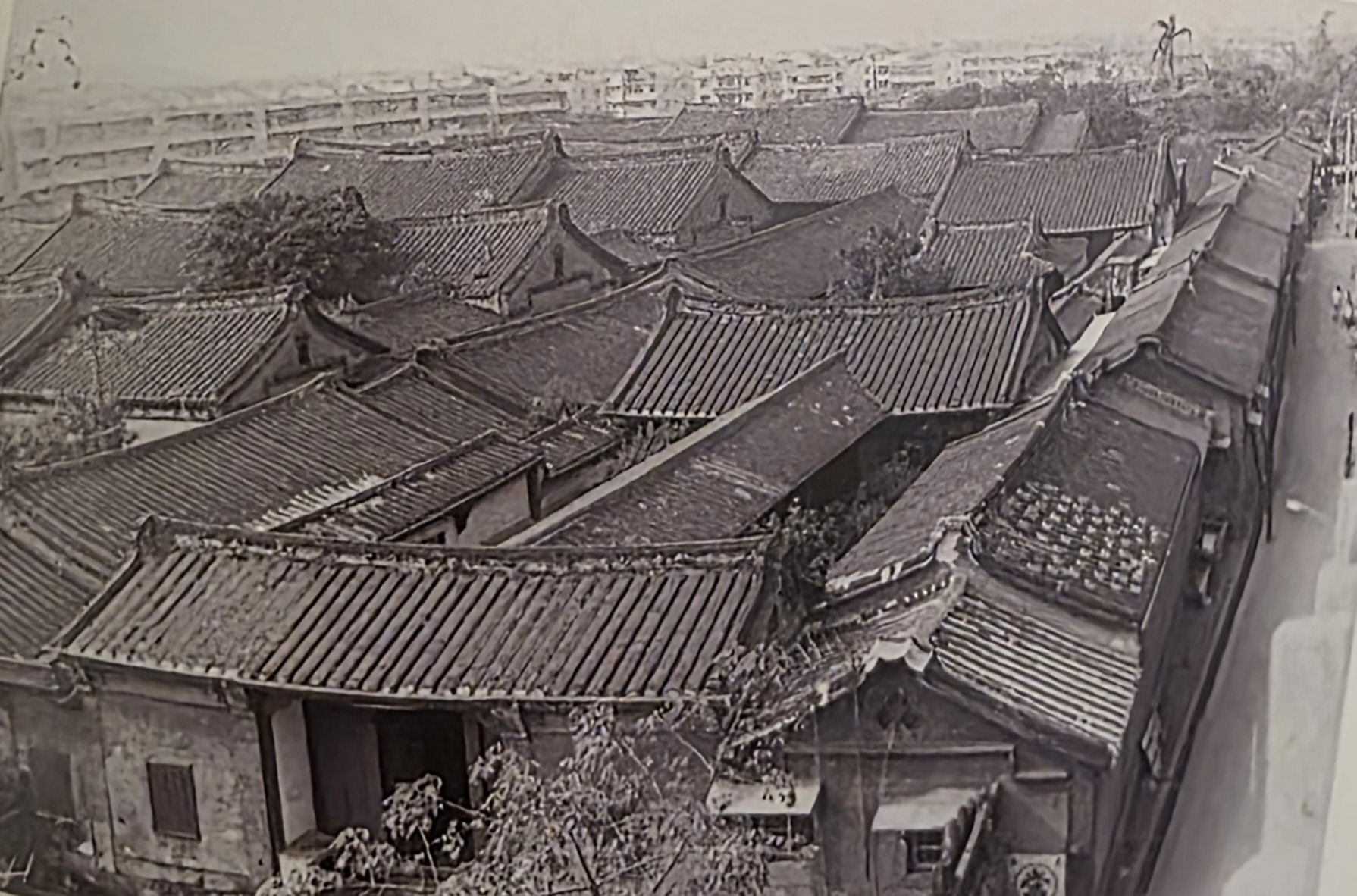
五落大厝舊照

林平侯生有五子，依次為林國棟、林國仁、林國華、林國英、林國芳，分別管理林家的五個家號（商店號）：飲記、水記、本記、思記、源記，意為「飲水本思源」，林家五子中以林國華（本記）與林國芳（源記）兩人最為賢能，承繼家風，勇於開拓，以「本源」為總號。此時漳州、泉州人的械鬥事件仍未平息，為了避禍，兄弟二人在枋橋漳州籍居民的邀請之下，林家於咸豐元年（西元1851年）於枋橋弼益館旁興建三落大厝，並於咸豐3年落成後舉家遷入，咸豐5年開始籌建枋橋城以抵禦泉州人騷擾。不久後，林家開始在大厝後興建園林庭園，並且聘請文人呂西村、謝琯樵等名士擔任西席（即家庭教師），為北臺灣帶來不少文化氣息。林家第三代的林維源、林維讓承繼了前兩代的開展，在短短三代之內成為臺灣的鉅富，林維源並且在清法戰爭後，大力協助臺灣巡撫劉銘傳進行番界的拓殖、地方實業的推廣與撫墾制度的推行。今日遊客所暢遊的林本源園邸，也是在這一代的經營下成長至顛峰。擁有龐大財力的林本源家族成為當地漳州人的主要領袖，而三落大厝也成為當時漳州人的主要指揮所，因此該厝不但在建築時加上諸多防禦設計，平日亦有數百壯丁在此戒備，並維持至日治時期初期。
西元1949年，國民黨於國共內戰失利，外省人來台人士特多，不少人選擇林家作為暫棲之地，隨後也有臺籍人士相繼入住。根據紀錄當時住有一千多人，三百多戶，政府還特別編了一個行政管理區劃為「留侯里」。在居住者的違章建築行為與任意拆建之下，內部的毀壞更嚴重，因此激起了國內外人士呼籲保存的行動，並開始謀求遷出現住戶與整修維護經費籌措等問題的解決之道。東海大學於西元1971年受當時縣政府委託對林宅進行規劃，復因鄰近住戶反對而作罷。西元1977年，林本源祭祀公業將林家花園的產權捐給臺北縣政府（今新北市政府），並捐出新台幣1,100萬元作為整修經費。
臺北縣政府便立即辦理留侯里居民的遷出作業，翌年委託台灣大學土木所都計室（台大建築與城鄉所前身），進行恢復舊觀的測繪及修復計畫工作。土木所動員內外師生在現場測量，描繪基地位置、面積、形狀、建築構造、佈置、建築細部、尺寸、花園現存物之位置、類別及鄰近基地環境之分析、規劃，完成各種圖樣後，並估計經費作為施工參考。
在修復的方法與原則上，當時在殘蹟保存、略事修補及按原件修復之間，學界與各有關單位，甚至一般社會大眾居有些觀點上的差距，當時認為「殘蹟保存的殘缺美感較易引發思古之幽情與歷史感；而按原件修復，較接近我國傳統匱乏社會對豐富感的文化要求」。最後經由漢寶德、林衡道、王國璠、洪文雄、吳基瑞、馬以工小姐等之會議結論，提出幾點基本觀念；考量林家花園當時的現狀，盡量按原件修復，修復時限之下限為西元1945年以前，以恢復原樣為原則。西元1982年底，花園的修復工程開始，經歷4年終告修復完成。修復經費共計動支新台幣1億5,643萬3,218元，分別由行政院文化建設委員會、內政部、交通部觀光局、臺灣省政府及臺北縣政府共同負擔。一座百年園林逐在社會及政府各部門的集體努力之下，獲致今日保存的成果。

## 建築

### 庭園

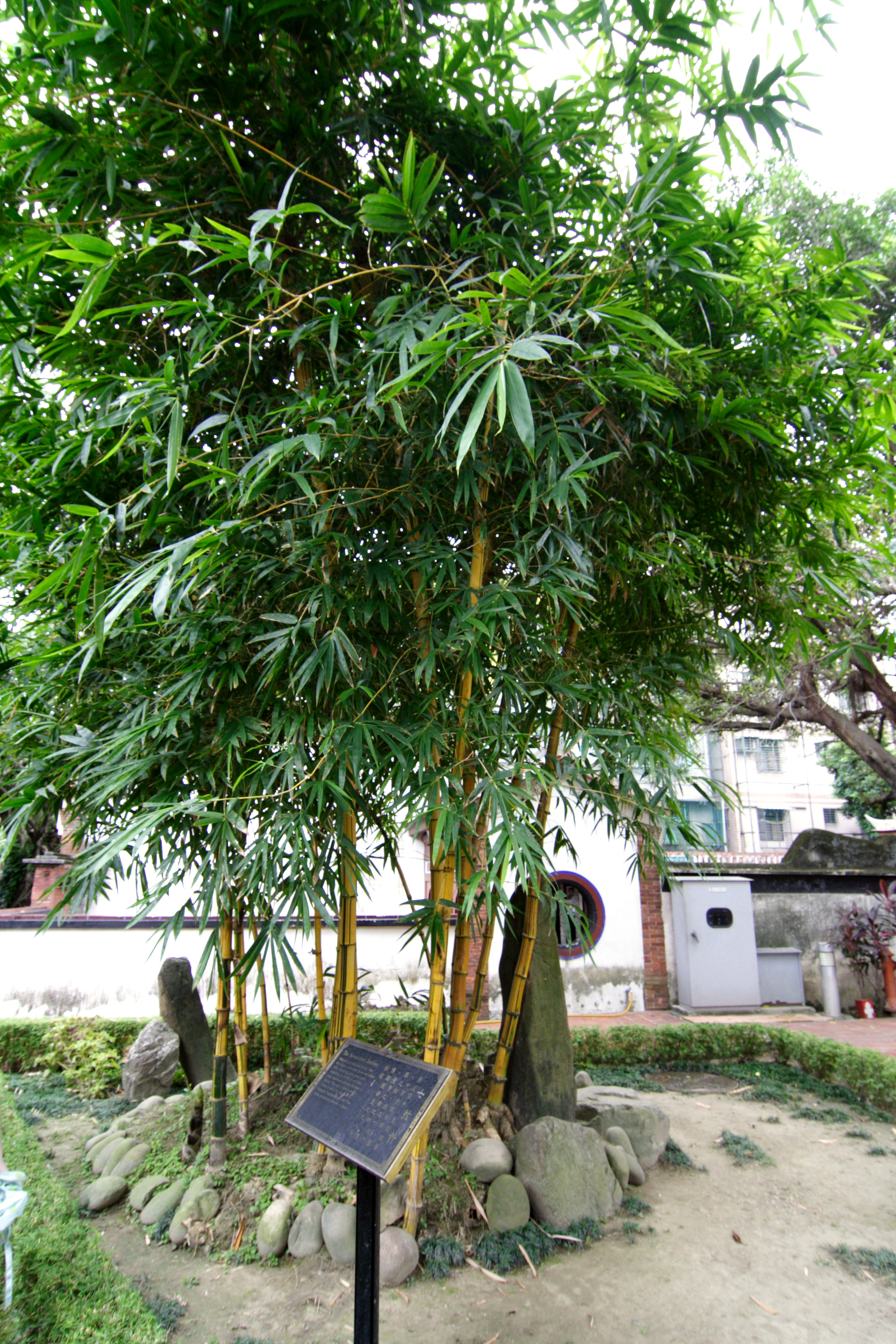
七絃林

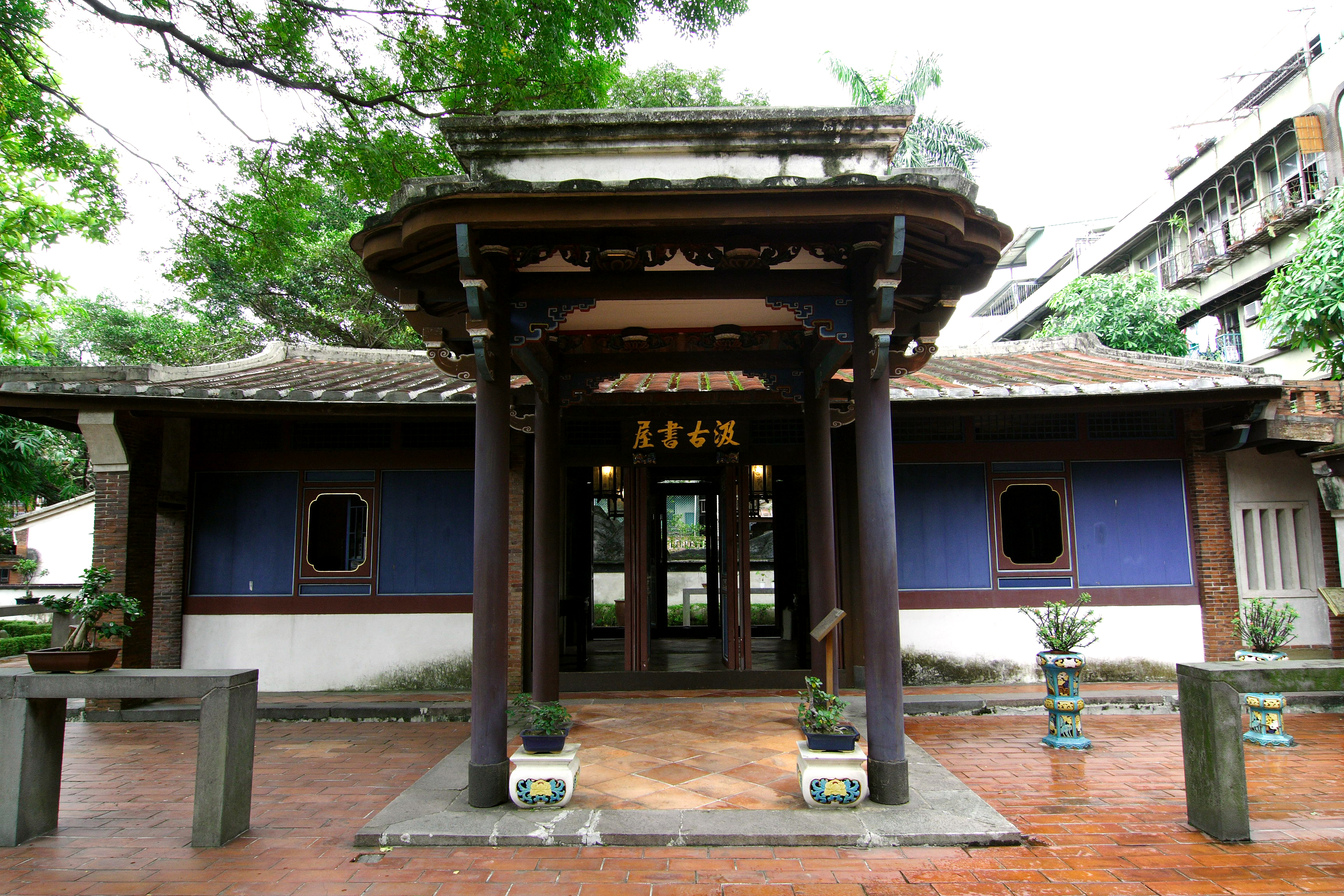
汲古書屋

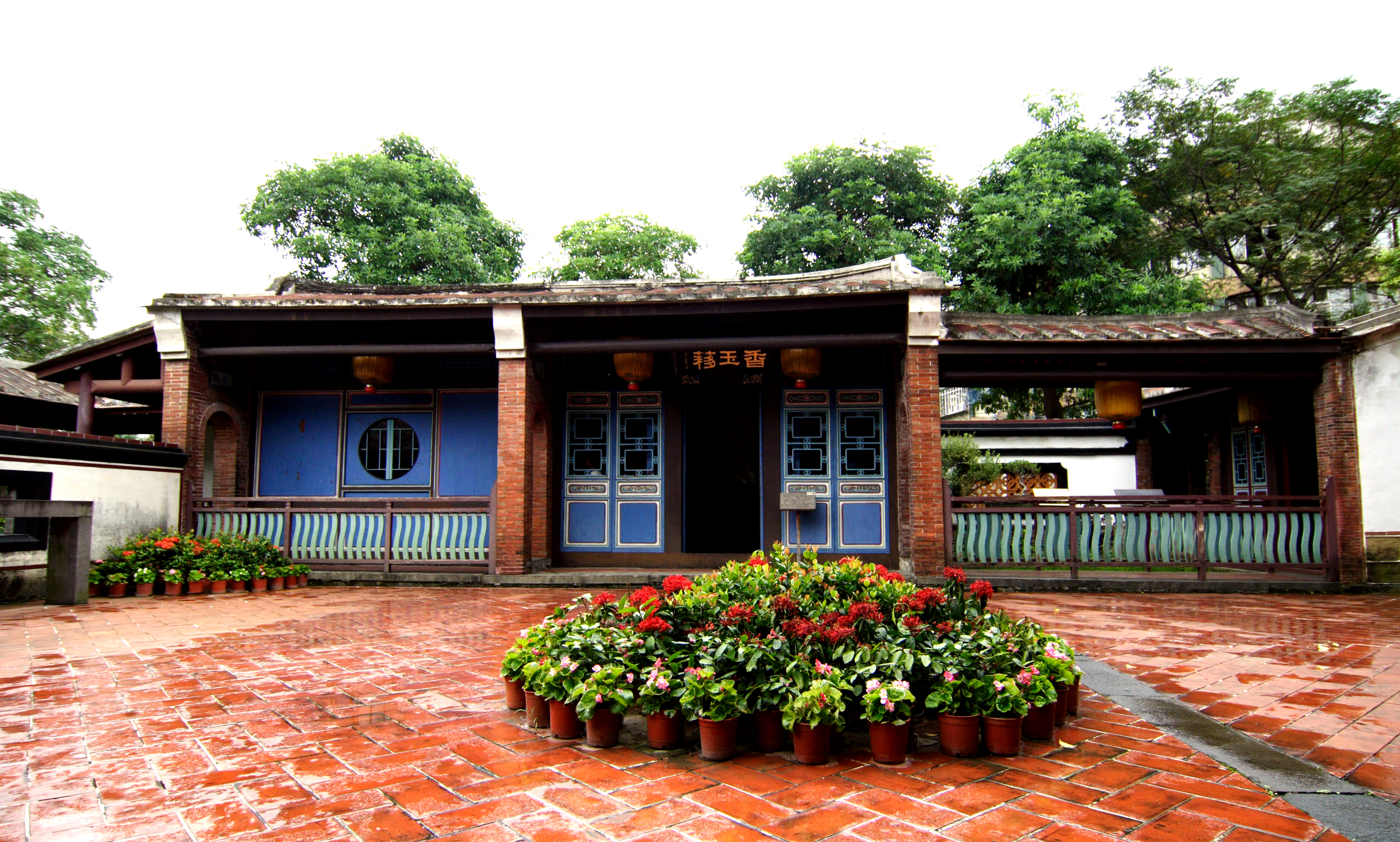
香玉簃

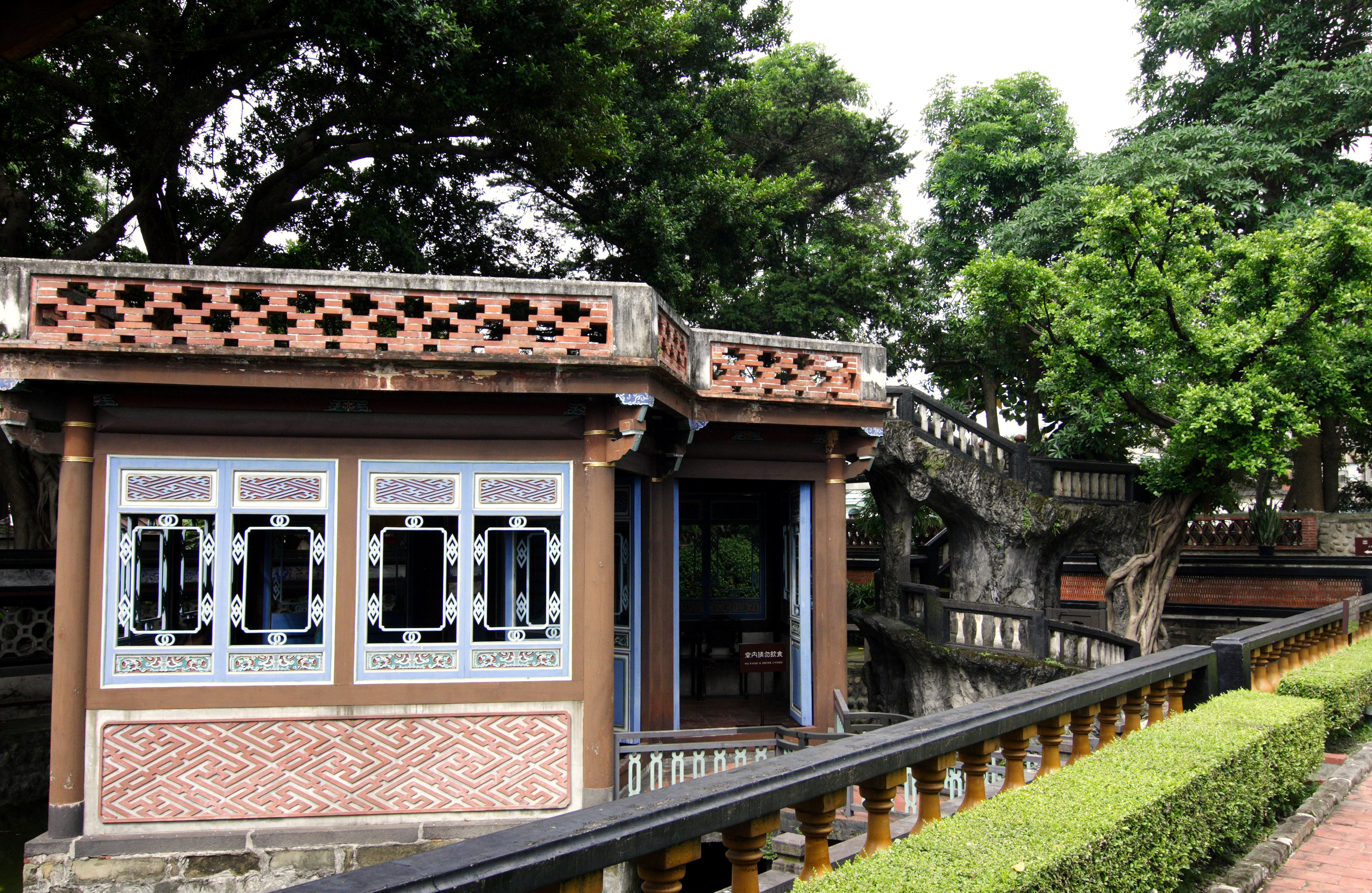
月波水榭

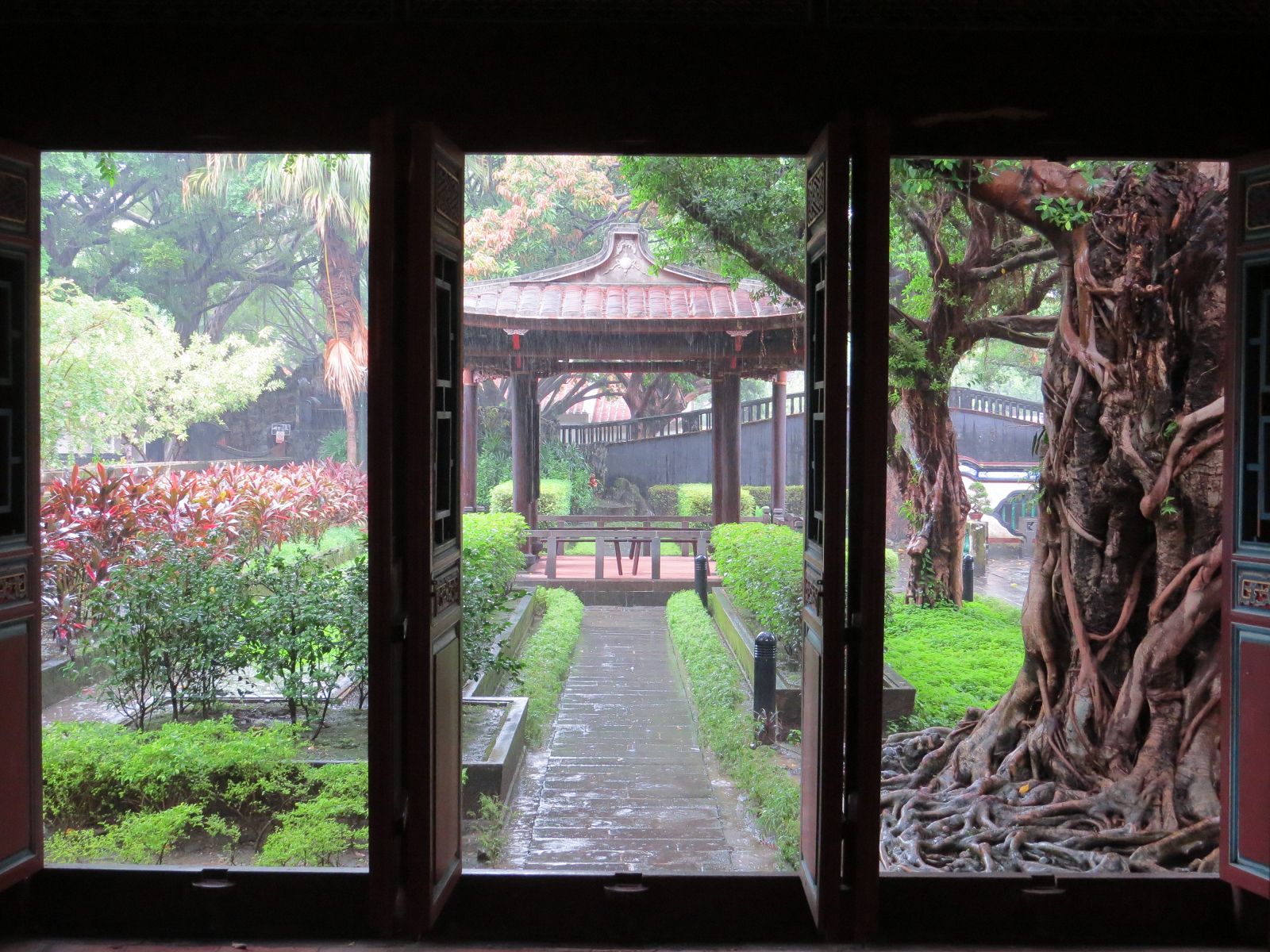
林本源園邸一景。

#### 汲古書屋
仿明代毛子晉之汲古閣而命名。昔收藏圖書數千卷不乏宋元善本，為林家子弟讀書之所。前有雨亭造型奇巧。它是一座三開間並帶軒亭的建築，前後皆設格扇門，以利出入，作為書屋，其窗格子均採較簡潔大方的形式。前庭佈置名條花盆架，供擺奇花異卉，作為飽覽辟籍之餘的調劑。

#### 方鑑齋
方鑑齋為昔日讀書之所，平時亦是騷人墨客吟詠唱和之處。「齋」是齋戒清心的意思，齋中一池碧水，因為池可鑑人，所以「方鑑」指的就是方形的水池，賓客還可以觀看對面戲亭表演，形成看亭與戲亭隔水相對的對景景觀，而池水兩側拱廊環繞，使得方鑑齋形成具有環繞音場的水院。池之四邊建築，除了包括戲亭、看臺、遊廊外尚有假山小橋等園林造景。

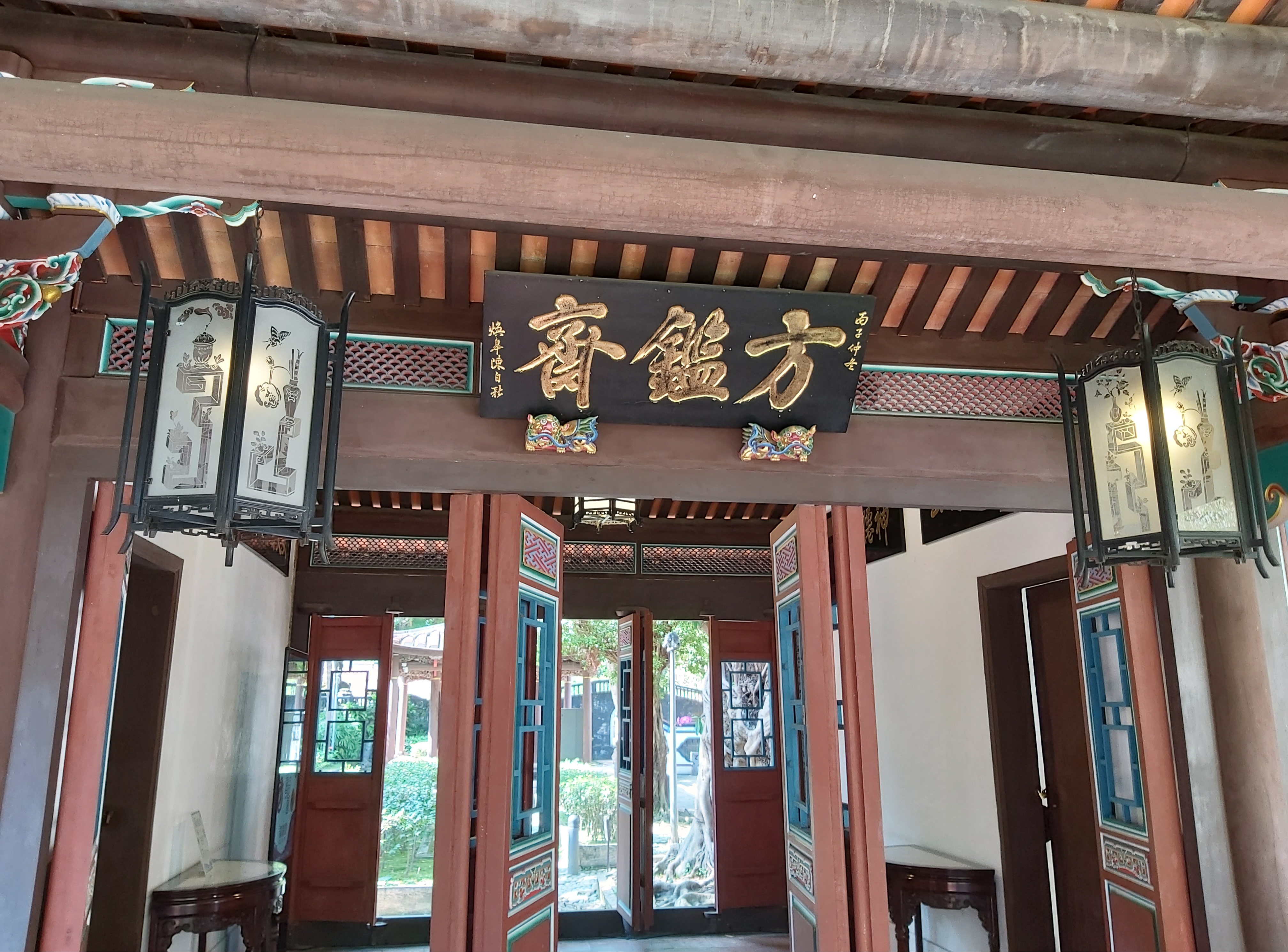
方鑑齋
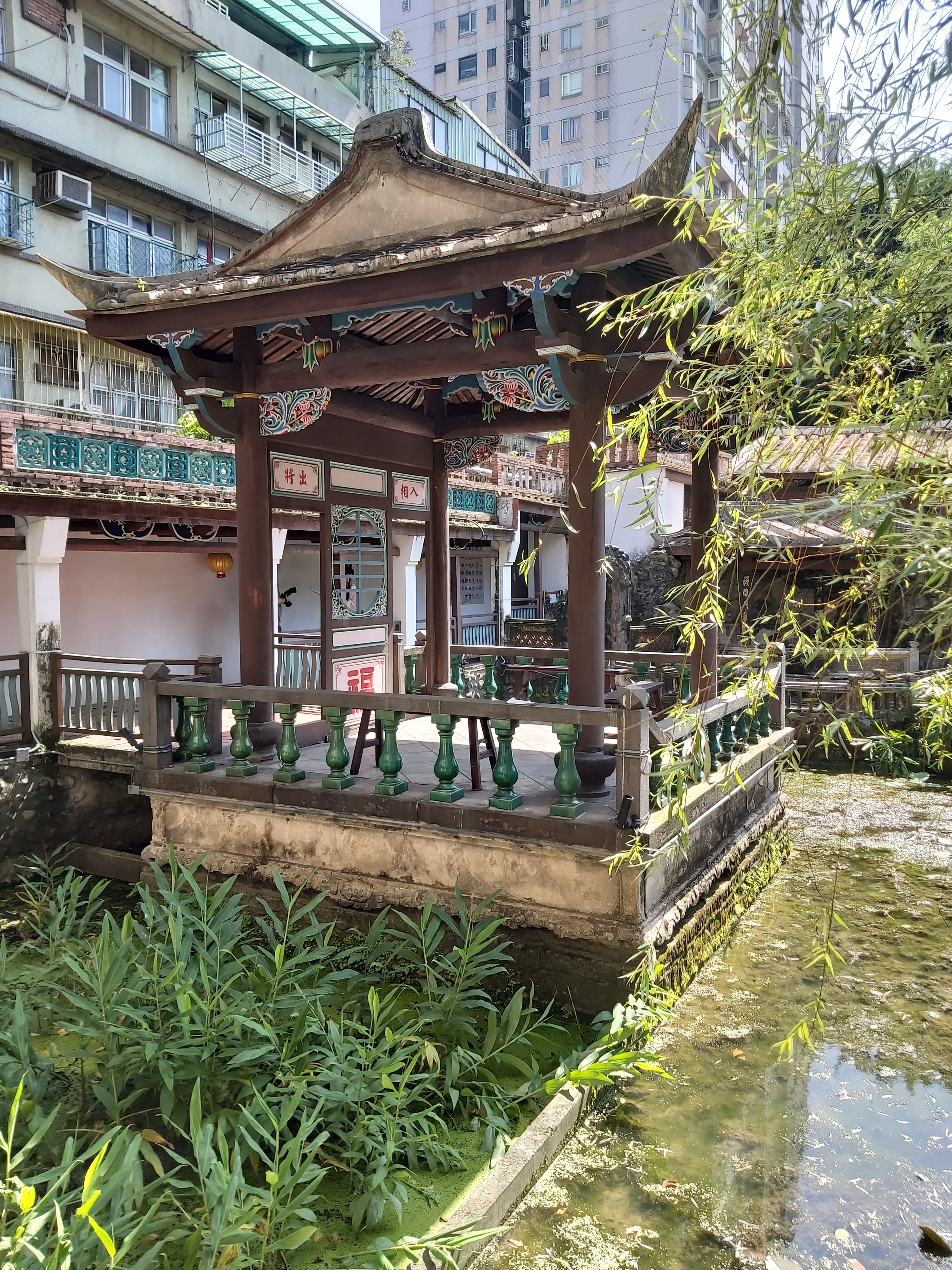
戲亭
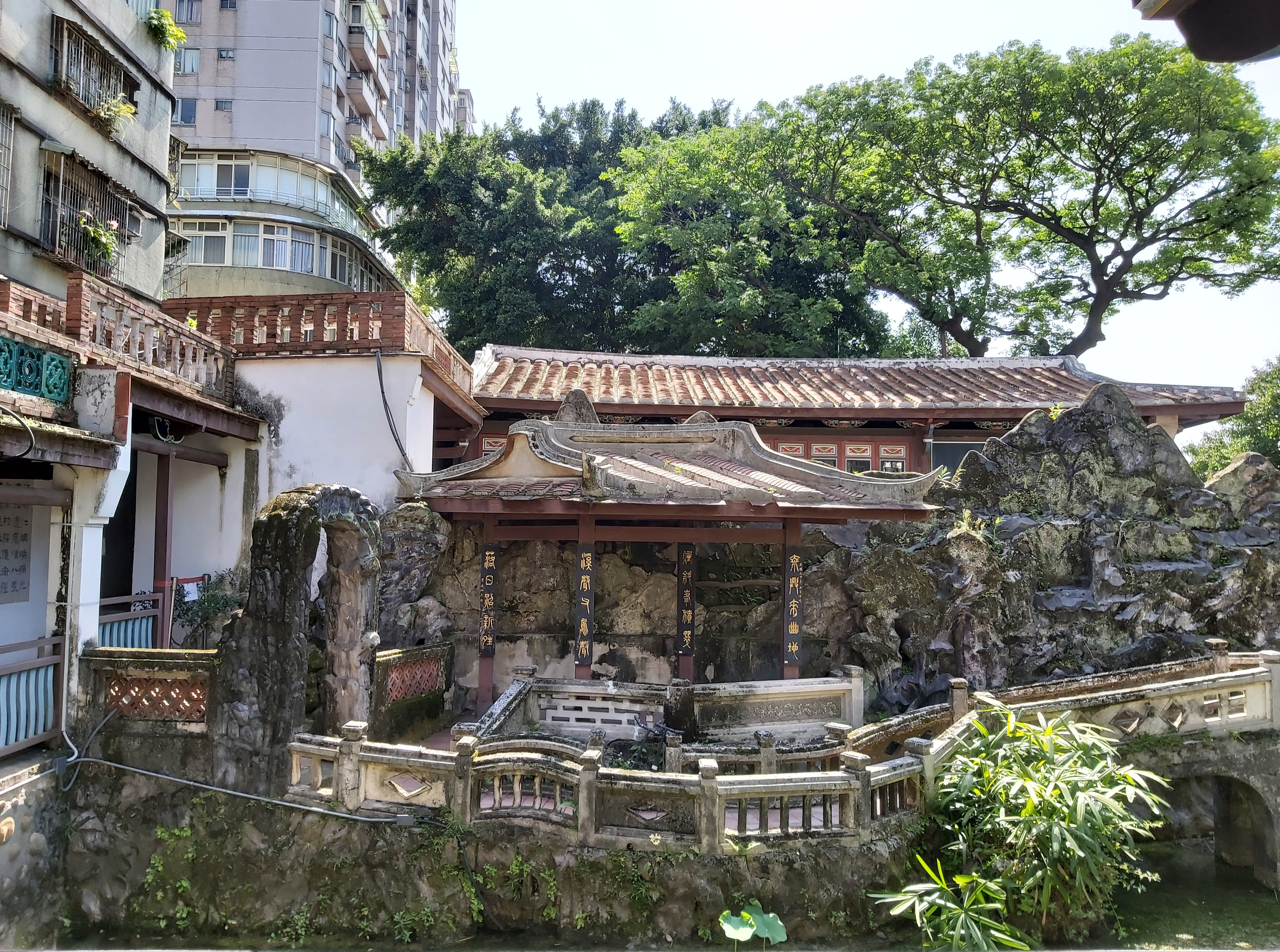
造景

#### 來青閣
走出方鑑齋，景色轉趨開朗，迎面而來的是來青閣，聳立在庭院的中央，鄉人又以繡樓或梳粧樓稱它，當年作為貴賓下榻之所。登樓眺望，附近綠野平疇及大屯觀音山盡收眼底，也許因而取名為來青吧！此閣全為楠木及樺木所建，且處處可見華麗的雕刻。閣之屋頂採歇山式，飛簷高昂，門窗精雕細琢，為林園建築物之冠，閣前又有一戲亭，其橫額題曰：「開軒一笑」。林園當年邀請戲班子娛賓，觀眾不是自家人就是貴賓，人數不太多，因此戲亭並不大。昔日招待貴賓處。登樓四望，青山綠野盡入眼底，故名來青。閣前有劇堂，有橫額題曰：「開軒一笑」故稱。

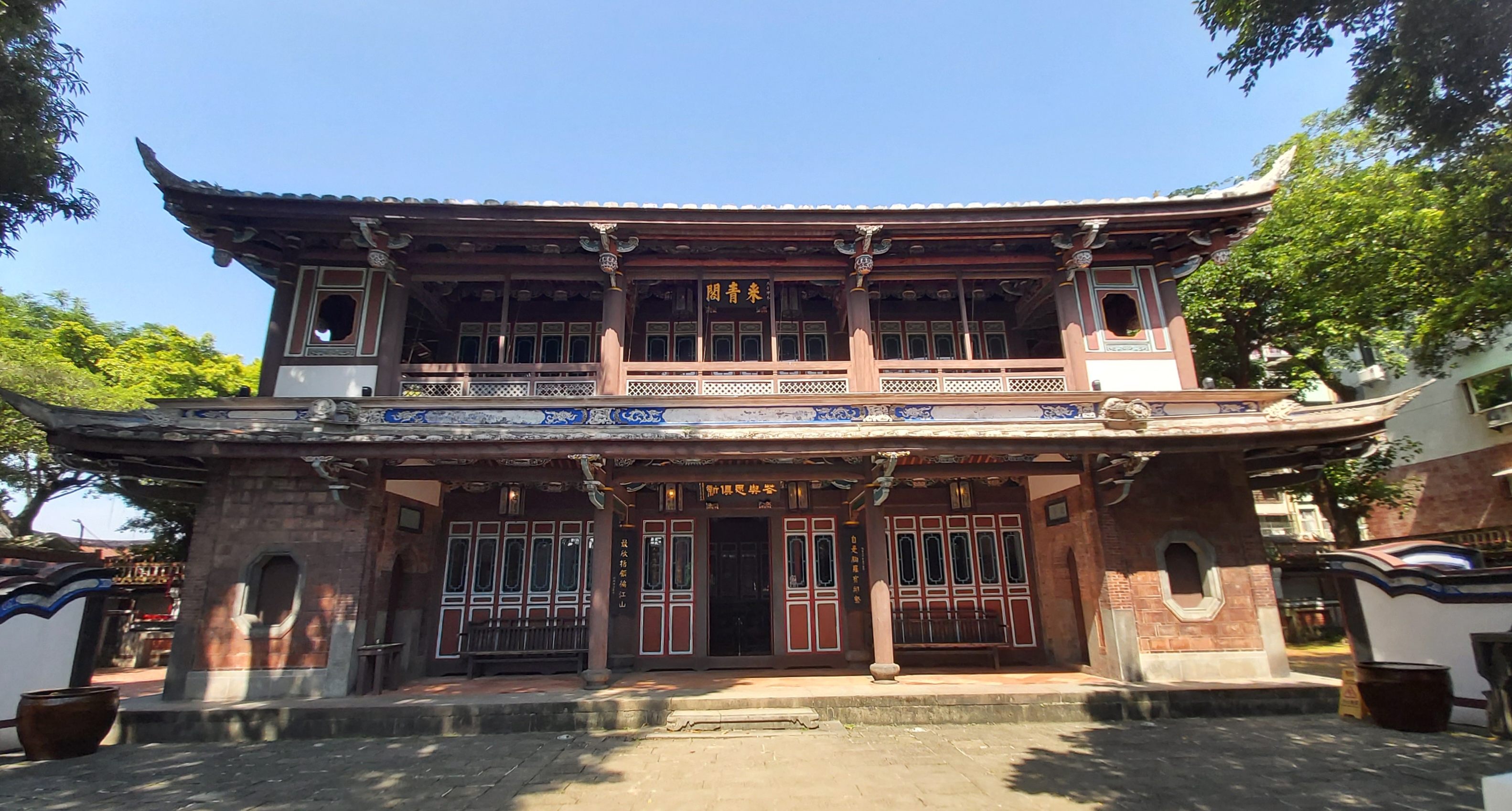
來青閣
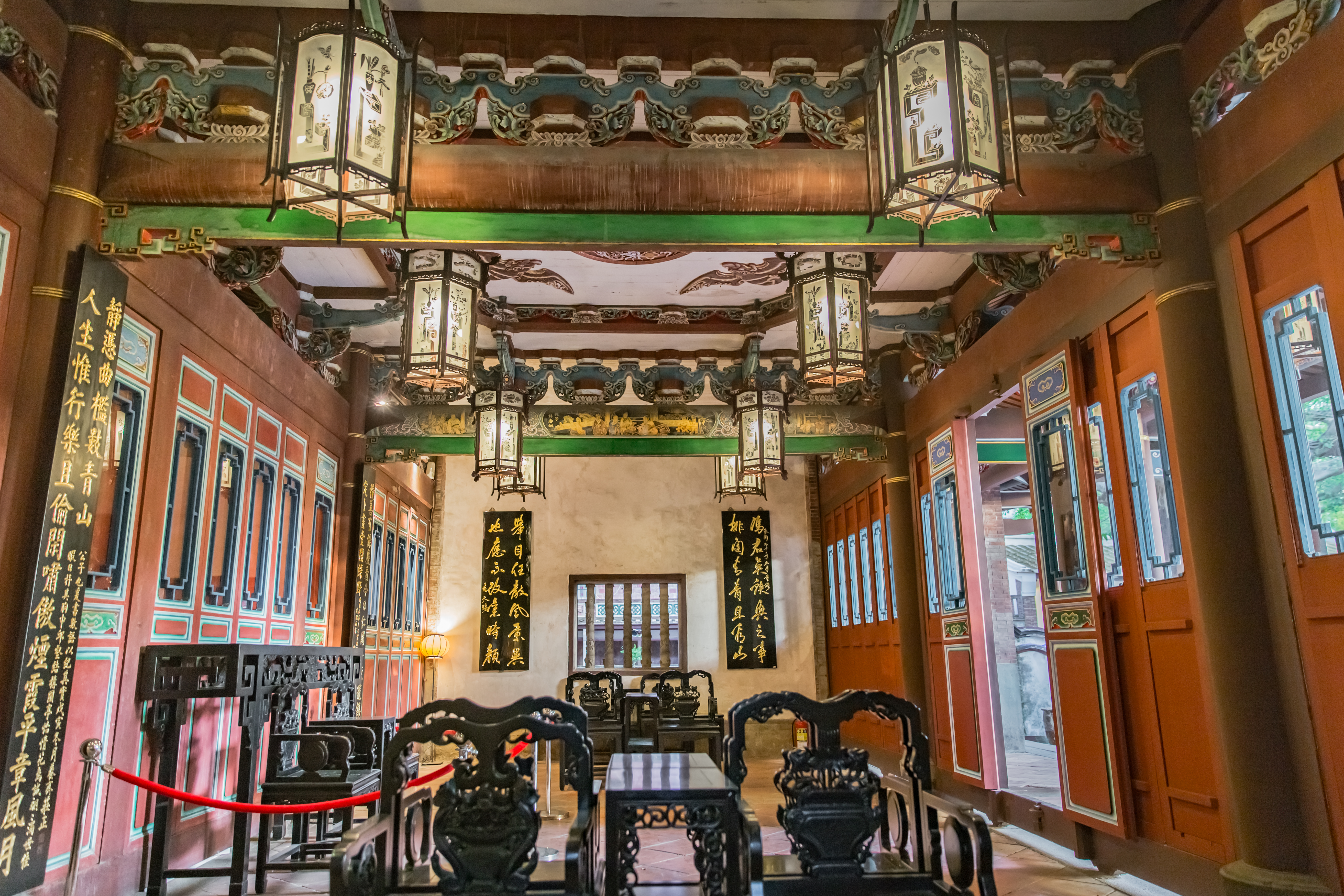
一樓室內
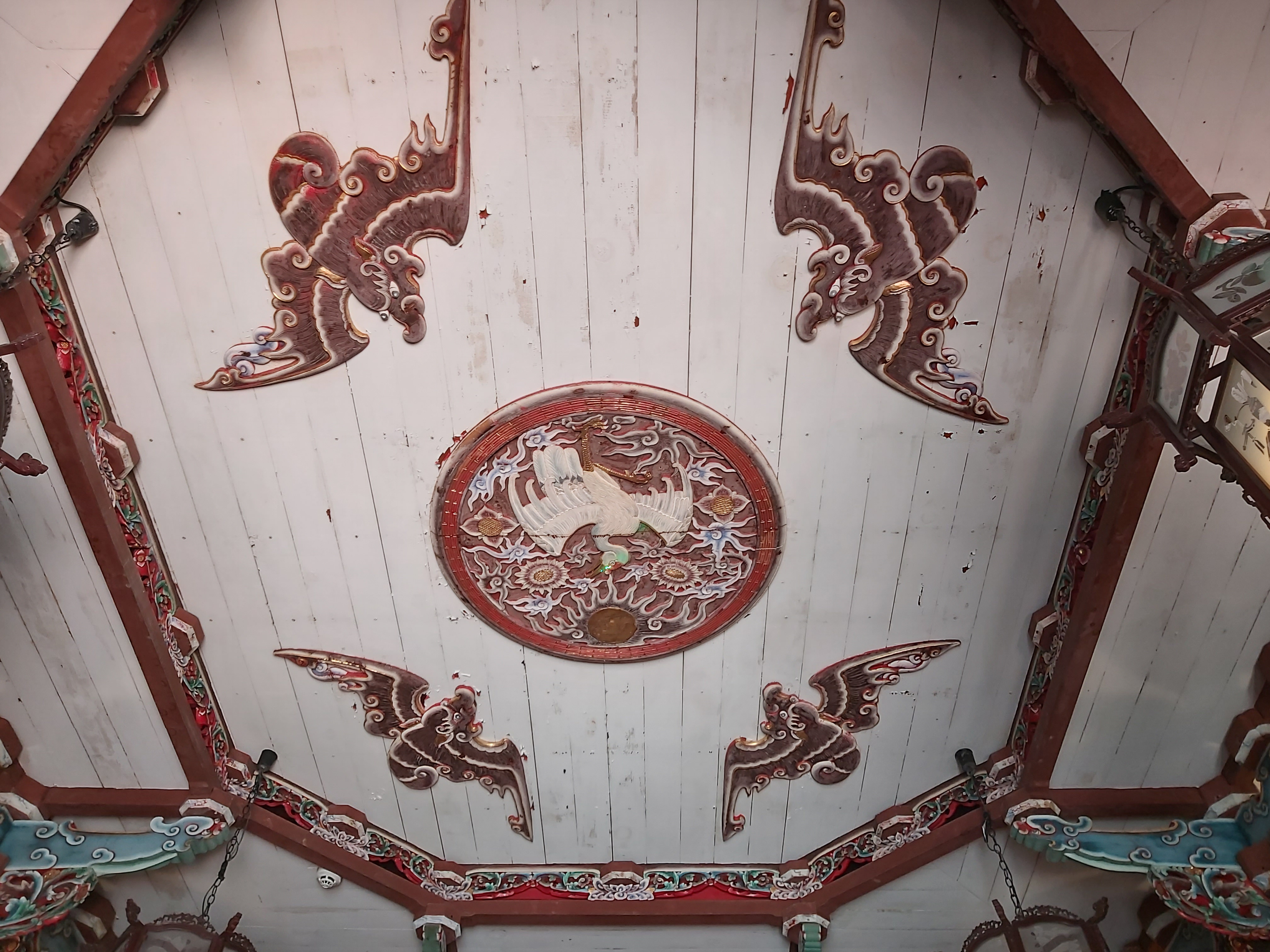
一樓天花板
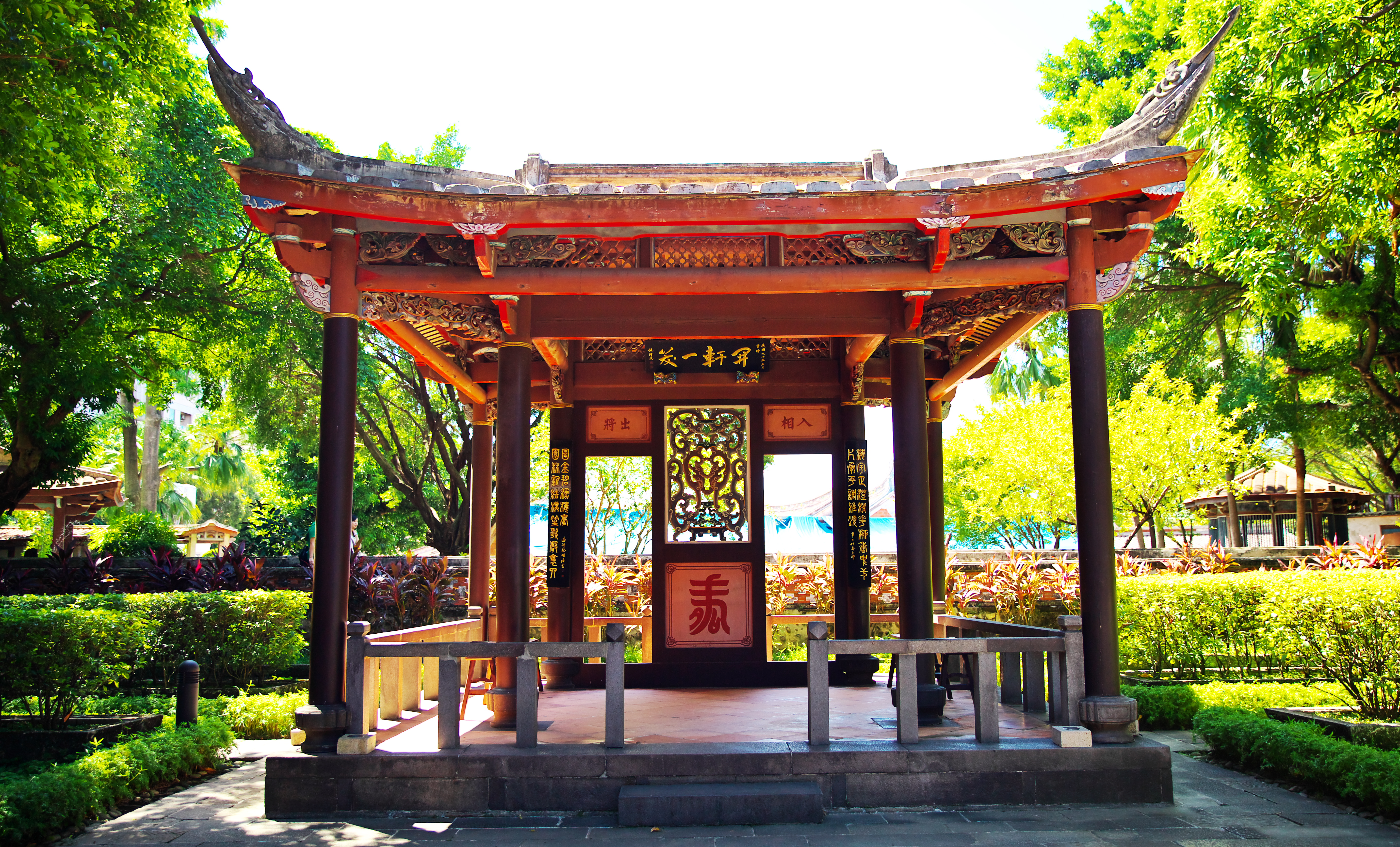
開軒一笑

#### 香玉簃
簃為閣邊小屋之意，觀賞花卉之所。簃前為花圃，每遇花季遍地似錦，與周圍臺閣相映，富有詩情畫意。香玉簃是由迴廊轉折擴大而成，面積不大，是觀賞花卉之所，前面有一花園，種植奇花異卉，每當花開時節，主人即邀請賓客共賞，此時花團錦簇與周圍亭閣相映，極富詩情畫意。

#### 觀稼樓
它的方位與三落舊大厝一致，關係也很密切，可能是園內較早期的建築，當年由此可遠眺觀音山下田園裡農夫耕作。其本身亦有檔景的功能，使人不能一眼望穿大水池與假山壁。以觀碌樓為中心，旁又有曲折之迴廊，順此迴廊遊走，每有山窮水盡疑無路之感，那知峰迴路轉，又有一片幽靜的小天井又出現在你眼前。樓前小院圍有書卷形花牆，俗話說開門見山，這而卻是開門見書，大概隱喻開卷有益吧！更使人著迷的是牆上有，水果形漏窗，取用石榴、南瓜、仙桃於柿子為圖案，福、祿、壽、喜之意。登樓眺望，面對觀音山下一片田園，阡陌相連，田家風景盡數眼底，恍若置身圓明園之「多稼如雲」，故名。

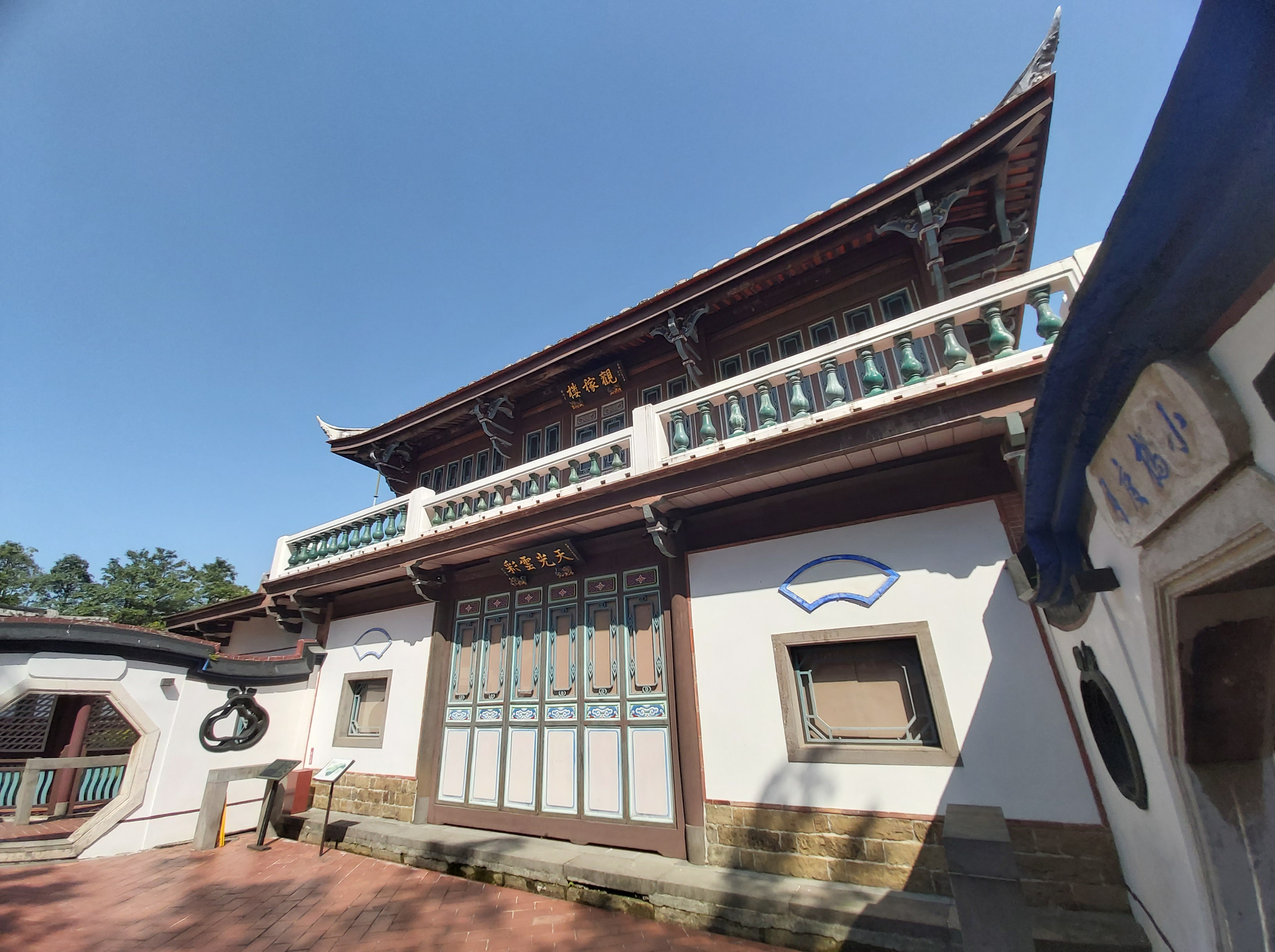
觀稼樓
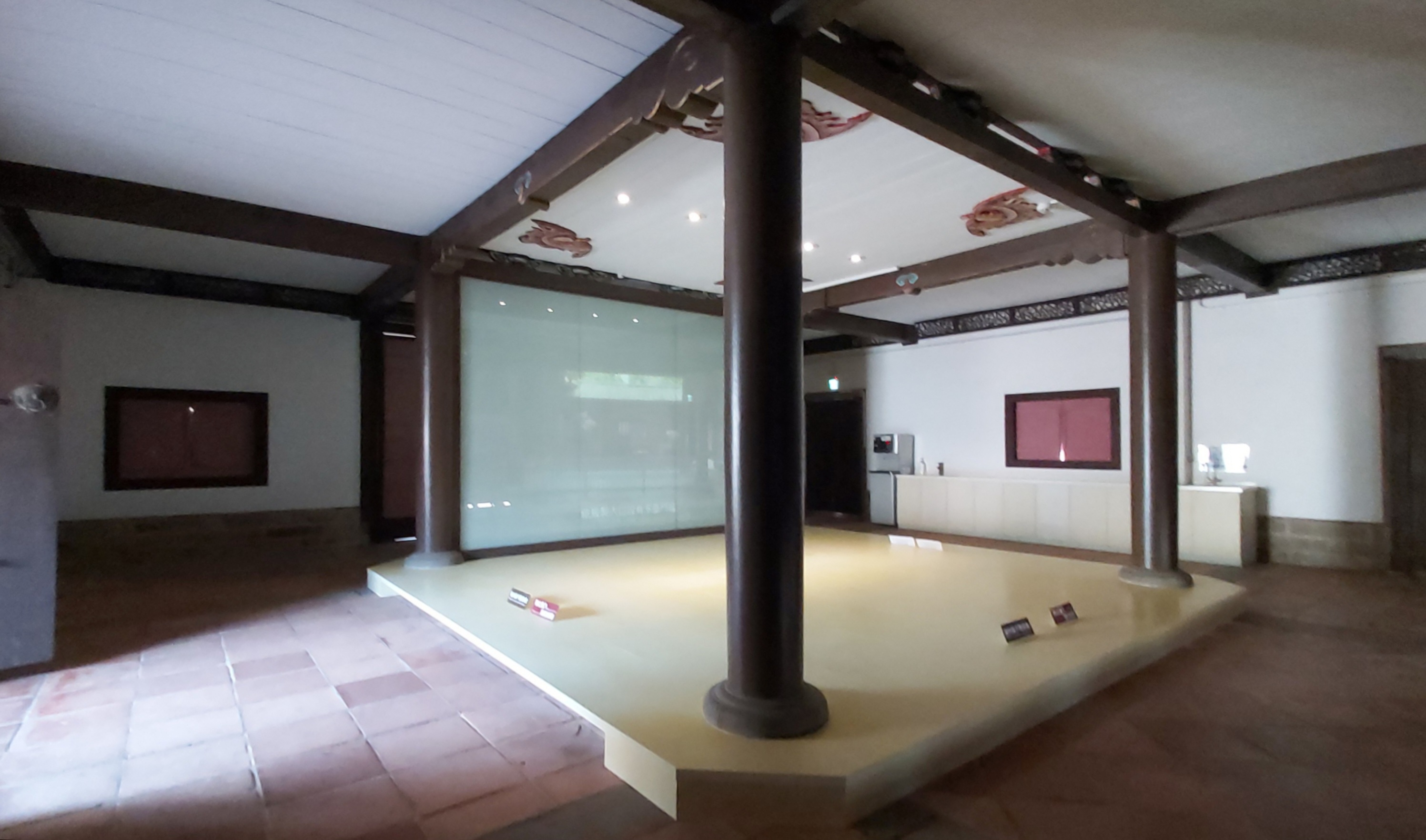
一樓室內

#### 定靜堂
定靜堂名係取《大學》「定而後能靜」，林維源親題，為光緒元年堂名匾額，為園中占地最廣的建築，它是四合院，前後進之間均以亭相連。兩廊不設門窗，直接面向天井。當時做為宴會場所，堂中開敞的廊亭可以擺酒席，約可同時容納一百多人用餐。定靜堂之外觀有些像住宅，兩側的圍墻是用八角花磚砌成，墻上有蝴蝶及蝙蝠的漏窗，代表「賜福」。

#### 月波水榭
榭是蓋在水邊的建築，外型為雙菱形，因伸出水面所以有小橋與岸相連；屋頂有平台，可供人賞月。因月影映於水中，故名「月波水榭」。

#### 榕蔭大池
為園內最大的水域，池畔深植老榕數株，岸北仿林家漳州龍溪故里敷石為山。繞池有釣魚磯、雲錦淙等臺榭。榕蔭大池為曲尺形的不規則水池，臨觀稼樓的岸邊設有碼頭，可使船停泊。水池周圍分布著大小形式不同的涼亭，有八角亭，菱型亭及平行四邊形得疊亭，又依地勢作變化，表現靈巧。

#### 敬字亭
榕蔭池邊，有一座焚紙爐，凡有字紙必拿至此焚燒，旨在尊重文字。敬字亭即為敬惜字紙之唯一設施，古今奉行至謹。

## 交通

### 自行開車
北二高：中和/板橋交流道下-->板橋文化路-->右轉民權路-->左轉公館路-->接西門街即到達
中山高：五股交流道下-->接二省道-->右轉思源路-->上大漢橋-->右轉文化路-->右轉民權路-->左轉公館路-->接西門街即到達

### 停車場
板橋第二運動場
府中停車塔
林園停車場(私人)

### 公車
北門街站：公車264板橋-捷運蘆洲站、701迴龍-西門、702三峽-新北板橋公車站、307板橋-撫遠街、310板橋-士林、786公西-板橋、810土城-迴龍、857淡海-板橋
林家花園站：264板橋-捷運蘆洲站、701迴龍-西門、702三峽-新北板橋公車站、793樹林-動物園。

### 台北捷運
捷運 板南線府中站1號出口，沿府中路前行約200公尺，右轉文昌街，走到底即達本園，步行約8分鐘。

### 台鐵、高鐵
板橋站下車，至(新北板橋公車站)轉乘公車，或步行約20分鐘即至本園。

## 外部連結
- 林本源園邸 （页面存档备份，存于）（繁體中文）（英文）（日語）（简体中文）
- 國定古蹟林本源園邸 - 板橋林家花園的Facebook專頁
- 林本源庭園案內 （页面存档备份，存于），澁澤壽三郎編，1935。
- 「林本源」檢索，「台灣舊照片資料庫」，台灣大學數位典藏館。